# 梁平 (少将)
梁平（1965年9月—），男，汉族，在职研究生学历，硕士学位，中国共产党党员。曾任中央军委纪委政治工作局主任。
2018年8月，晋升中国人民解放军少将军衔。
2020年10月，出任中国人民解放军辽宁省军区政治委员、党委书记。
2021年12月，当选中国共产党辽宁省第十三届委员会委员、常务委员。